# Воронюк Микола Никифорович
Микола Никифорович Воронюк (* 18 січня 1984) — український футболіст, воротар київського «Арсенала».

## Клубна кар'єра
Вихованець футбольної школи одеського «Чорноморця», по завершенні якої виступав протягом 2002—2003 років за футзальний клуб СКА (Одеса).
У футболі професійні виступи розпочав 2006 року у клубі другої ліги чемпіонату України «Рось» з Білої Церкви, у 2007 захищав кольори хмельницького «Поділля». 
Протягом 2007—2009 років виступав у чемпіонаті Молдови за команду «Зімбру», у складі якої відіграв лише у 5 матчах. Влітку 2009 за взаємною згодою розірвав контракт з молдавським клубом та повернувся до України, де невдовзі оформив контрактні відносини з київським «Арсеналом».

## Статистика виступів
| Сезон     | Клуб                     | Ліга       | Чемпіонат | Чемпіонат | Кубок | Кубок |
| Сезон     | Клуб                     | Ліга       | Ігри      | Голи      | Ігри  | Голи  |
| --------- | ------------------------ | ---------- | --------- | --------- | ----- | ----- |
| 2005—2006 | «Рось» (Біла Церква)     | Друга ліга | 2         | -2        | 0     | 0     |
| 2006—2007 | «Рось» (Біла Церква)     | Друга ліга | 3         | -3        | 0     | 0     |
| 2006—2007 | «Поділля» (Хмельницький) | Перша ліга | 12        | -19       | 0     | 0     |